# Liste der höchsten Bauwerke einzelner Staaten
Auflistung der aktuell drei (bei gleicher Höhe auch mehr) höchsten Bauwerke verschiedener Staaten (gemessen am höchsten Punkt), unabhängig von deren Verwendungszweck und Bauweise.

## Afghanistan
- Kabul Tower, Kabul, 87 Meter

## Ägypten
- Iconic Tower, 394 Meter
- Sendemast al-Mahalla al-Kubra, al-Mahalla al-Kubra, 323 Meter
- Maste der Freileitungskreuzung des Sueskanals, 221 Meter
- Fernsehturm Kairo, Kairo, 187 Meter

## Algerien
- Sendemasten Kenadsa, Bechar, 357 Meter
- Sendemast Tipaza, Tipaza, 355 Meter
- Martyr’s Monument, Algier, 100 Meter

## Albanien
- MW-Sendemast Shijak, 130 Meter

## Andorra
- MW-Sendemasten Encamp, 125 Meter
- Sendetürme von Sud Radio, Pic Blanc, 86 Meter
- Caldea, 80 Meter

## Argentinien
- Rivadavia Sendemast Buenos Aires, Buenos Aires, 252 Meter
- Torre Espacial, Buenos Aires, 228 Meter
- Chimenea Central Eléctrica Dársena Sur, Buenos Aires, 180 Meter

## Armenien
- Fernsehturm Jerewan, Jerewan, 311,7 Meter

## Aserbaidschan
- Fernsehturm Azeri, Baku, 310 Meter
- Flame Towers, Baku, 182 Meter
- ISR Plaza, Baku, 82 Meter

## Australien
- VLF-Sendemast, Woodside, 432 Meter
- Q1 Tower, Goald Coast, 323 Meter
- Sydney Tower, Sydney, 305 Meter
- Eureka Tower, Melbourne, 297 Meter

## Bahrain
- Dual Towers im Bahrain Financial Harbor, Manama, 260 Meter
- Bahrain World Trade Center, Manama, 240 Meter
- Abraj Al Lulu, Manama, 200 Meter

## Bangladesch
- Awal Centre, Dhaka, 76,2 Meter
- Arong Bhaban, Dhaka, 64 Meter
- Borak Tower, Dhaka, 64 Meter
- BRAC Bhaban, Dhaka, 64 Meter

## Belarus
- Langwellensendemast Sosnowi, Sosnowi, 353,5 Meter
- Sendemast Kolodischi, Minsk, 350 Meter
- Sendemast Uschachi, Uschachi, 350 Meter
- Sendemast Polykowischi, Mahiljou/Polykowischi, 350 Meter
- Sendemast Nowaja Strascha, Slonim, 350 Meter
- Sendemast Smetanitschi, Smetanitschi, 350 Meter

## Belgien
- Fernsehturm Sint-Pieters-Leeuw, Sint-Pieters-Leeuw, 300 Meter
- Zendstation Egem, Pittem, 290 Meter
- Sendeturm Wavre, Wavre, 250 Meter

## Bolivien
- Torre Girasoles, La Paz, 150 Meter
- La Casona, Santa Cruz de la Sierra, 127 Meter
- Multicentro, Turm B, La Paz, 110 Meter

## Bosnien und Herzegowina
- Kamin des Kraftwerk Ugljevik, Ugljevik, 310 Meter
- Kamin des Kraftwerk Kakanj, Kakanj, 300 Meter
- Sendemast Mostar, Mostar, 250 Meter

## Brasilien
- ATTO, Vila de Balbina, 325 Meter
- Mirante do Vale, São Paulo, 170 Meter
- Edifício Itália, São Paulo, 165 Meter
- Rio Sul Center, Rio de Janeiro, 164 Meter

## Bulgarien
- Kamine des Kraftwerkkomplexes Mariza Ost, Stara Sagora, 325 Meter
- Kamin der Kupferhütte Pirdop, Pirdop, 325 Meter
- Sendemast Wenez, Shumen, 302 Meter

## Chile
- Gran Torre Santiago, Santiago de Chile, 300 Meter
- Edicio Titanium Portada de Vitacura, Santiago de Chile, 200 Meter
- Edificio Corporativo CTC, Santiago de Chile, 143 Meter

## China
- Shanghai Tower, Shanghai, 632 Meter
- Canton Tower, Guangzhou, 610 Meter
- Pingan International Finance Center, Shenzhen, 599 Meter

## Dänemark
- Sendemast Thule, Thule, 378,25 Meter
- Sendemast Tommerup, Tommerup, 321,3 Meter
- Sendemast Hadsten, Hadsten, 320,3 Meter

## Deutschland
- Berliner Fernsehturm, Berlin, 368,03 Meter
- Langwellensendemasten Donebach, Donebach, 363 Meter
- Langwellensendemast Zehlendorf, Zehlendorf, 359,7 Meter, bis 2017
- Europaturm, Frankfurt am Main,  338 Meter
- Commerzbank Tower, Frankfurt am Main, 300 Meter

siehe auch Liste der höchsten Gebäude in Deutschland, sowie Liste der höchsten Bauwerke der Bundesländer in Deutschland

## Dominikanische Republik
- Torre Caney, Santo Domingo, 150 Meter
- Torre Citibank, Santo Domingo, 115 Meter
- Torre Carib, Santo Domingo, 85 Meter

## El Salvador
- Torre Cuscatlan, 74 Meter
- Torre Telefonica 1, 70 Meter
- 515 Avenida La Capilla, 65 Meter

## Elfenbeinküste
- Basilika Notre-Dame de la Paix, Yamoussoukro, 158 Meter
- Tour Postel 2001, Abidjan, 106 Meter
- Immeuble CAISTAB, Abidjan, 105 Meter

## Estland
- Koeru-Sendemast, Koeru, 349 Meter
- Fernsehturm Tallinn, Tallinn, 314 Meter

## Finnland
- Sendemast Tiirismaa, Hollola, 327 Meter
- Sendemast Haapavesi, Haapavesi, 327 Meter
- Näsinneula, Tampere, 173 Meter

## Frankreich
- Langwellensendemasten Allouis, Allouis, 350 Meter
- Sendemasten des Längstwellensender HWU, 350 Meter
- Viaduc de Millau, Millau, 343 Meter
- Eiffelturm, Paris, 330 Meter
- Tour First, Paris, 225 Meter
- Tour Montparnasse, Paris, 210 Meter

## Georgien
- Fernsehturm Tiflis, Tiflis, 274,5 Meter

## Ghana
- Villaggio II, Accra, 71 Meter
- SSNIT Tower Block, Accra, 68 Meter
- Kwame Nkrumah Conference Centre, Accra, 40 Meter

## Griechenland
- Langwellensendemast Kato Souli der Marinefunkstelle Kato Souli, Kato Souli, 250 Meter
- Sendemast von ERA-1 Athen, Athen, 210 Meter
- Pyrgos Athinon, Athen, 103 Meter

## Guatemala
- Guatemala City Marriott, Guatemala-Stadt, 84 Meter
- La Danta, Reserva de la Biosfera Maya, 79 Meter
- Torre del Reformador, Guatemala-Stadt, 75 Meter
- Gran Tikal Futura Hotel, Guatemala-Stadt, 75 Meter
- Gran Tikal Futura Torres Sol y Luna, Guatemala-Stadt, 75 Meter

## Indien
- Grosse Sendemasten INS Kattabomman, Vijayanarayanam, 471 Meter
- Fernsehturm Rameswaram, Rameswaram, 323 Meter
- Fernsehturm Fazilka, Fazilka, 304,8 Meter

## Indonesien
- Indosiar-Sendemast Jakarta, Jakarta, 395 Meter
- Gama Tower, Jakarta, 285,5 Meter
- Treasury Tower, Jakarta, 279,5 Meter

## Irak
- Sendemast Umm Qasr, Umm Qasr, 492 Meter
- Sender Basra, Mast West, Basra, 350,5 Meter
- Sendemast Nahr al Bawadish, Buhriz, 349 Meter

## Iran
- Fernsehturm Bordsch-e Milad, Teheran, 435 Meter
- Tehran International Tower, Teheran, 162,5 Meter
- Borj-e Sefid, Teheran, 134 Meter

## Irland
- Sendemast RTÉ Radio 1, Tullamore, 290 Meter
- Longwave transmitter Clarkestown, Clarkestown, 245 Meter
- Sendemast LORAN-C, Loop Head, 219 Meter

## Island
- Langwellensendemast Gufuskálar bei Hellissandur, 412 Meter
- Westturm der NRTF Grindavík, bei Grindavík, 304,8 Meter
- Ostturm der NRTF Grindavík, bei Grindavík, 182,88 Meter

## Israel
- Radaranlage Dimona, Dimona, 400 Meter
- City Gate, Ramat Gan, 244 Meter
- Azrieli Center Circular Tower, Tel Aviv, 187 Meter

## Italien
- LW-Sendemast Caltanissetta, Caltanissetta, 282 Meter
- Hochspannungsmast Messina, Messina, 232 Meter
- Unicredit-Hochhaus, Mailand, 231 Meter

## Japan
- Tokyo Sky Tree, Tokio, 634 Meter
- Tokyo Tower, Tokio, 333 Meter

Siehe auch: Liste der höchsten Bauwerke in Japan und Liste der höchsten Gebäude in Japan

## Kanada
- CN Tower, Toronto, 553,33 Meter
- LORAN-C-Sender Cape Race, Cape Race, 412 Meter (eingestürzt)
- Inco Superstack, Greater Sudbury, 381 Meter

## Kasachstan
- Schornstein des Kohlekraftwerks Ekibastus, 419,7 Meter
- Sendemast Sarepta, Sarepta, 356 Meter
- Fernsehturm Almaty, Almaty, 355 Meter

## Katar
- Aspire Tower, Doha, 318 Meter
- Sender Al Jamiliyah, Großer Mast, Al Jamiliyah, 321,9 Meter
- Doha Media Center, Doha, 286

## Kenia
- New Central Bank Tower, Nairobi, 140 Meter
- Teleposta Towers, Nairobi, 120 Meter
- Kenyatta International Conference Centre, Nairobi, 105 Meter

## Kolumbien
- Torre Colpatria, Bogotá, 196 Meter
- Centro de Comercio Internacional, Bogotá, 190 Meter
- Torre de Cali, Cali, 183 Meter

## Kroatien
- Schornstein des Kohlekraftwerks Plomin, Plomin, 340 Meter
- Schornsteinspitze des ölbefeuerten Kraftwerks TE Rijeka, Bakar, 250 Meter
- Schornstein des TE-TO Savica, Zagreb, 202,5 Meter
- Fernsehturm Zagreb, Zagreb, 168,9 Meter

## Kuba
- Jose Marti Monument, Havanna, 142 Meter
- Hotel Habana Libre, Havanna, 137 Meter
- Edificio FOCSA, Havanna, 123 Meter

## Kuwait
- Al Hamra Tower, Kuwait, 412 Meter
- Liberation Tower, Kuwait, 370 Meter
- Arraya Tower, Kuwait, 300 Meter

## Lettland
- Fernsehturm Riga, Riga, 368,5 Meter

## Liberia
- Omega-Sendemast Paynesville, Paynesville, 417 Meter

## Liechtenstein
- Sender Erbi, Vaduz, 81,26 Meter
- Pfarrkirche St. Laurentius, Schaan, 81 Meter

## Litauen
- Fernsehturm Vilnius, Vilnius, 326,47 Meter

## Luxemburg
- Sender Hosingen, 300 Meter
- Sender Beidweiler, 290 Meter
- Sender Düdelingen, 285 Meter
- Sender Junglinster, 215 Meter

## Malaysia
- Merdeka 118, Kuala Lumpur, 679 Meter
- Petronas Towers, Kuala Lumpur, 452 Meter
- Menara KL, Kuala Lumpur, 421 Meter
- Menara Telekom, Kuala Lumpur, 310 Meter

## Malta
- Kamin Kraftwerk Delimara, Marsaxlokk, 150 Meter
- Portomaso Tower, St. Julian’s, 98 Meter

## Marokko
- Sendemasten von Radio „Medi 1“, Tanger, 380 Meter
- Sendemast Azilal, Azilal, 304,8 Meter
- Tour Mohammed VI, Salé, 250 Meter
- Moschee Hassan II, Casablanca, 210 Meter

## Mauritius
- Bank Of Mauritius, Port Louis, 124 Meter

## Mexiko
- Torre Mayor, Mexiko-Stadt, 228 Meter
- Hotel Riu Plaza Guadalajara, Guadalajara, 215 Meter

sishe auch Liste der höchsten Gebäude in Mexiko

## Moldawien
- Sendemast Strășeni, Strășeni, 355 Meter
- Sendemast Mîndreștii Noi, Mîndreștii Noi, 327 Meter

## Mongolei
- Langwellensendemast Ölgii, 352,5 Meter

## Monaco
- Le Millefiori, 111 Meter
- L’Annonciade, 110,9 Meter
- Parc Saint Roman, 107,9 Meter

## Montenegro
- Mratinje-Talsperre, Mratinje, 220 Meter
- Đurđevića-Tara-Brücke, Đurđevića, 150 Meter
- Millennium-Brücke (Podgorica), Podgorica, 57 Meter

## Myanmar
- Shwedagon, Rangun, 98 Meter
- Thatbyinnyu Temple, Pagan, 66,9 Meter

## Namibia
- Sendemast Oshakati, 275 Meter
- Sendemast Katima Mulilo, 230 Meter
- Sendemast bei Okongo, 230 Meter

## Nepal
- Stupa von Bodnath, 40 Meter

## Neuseeland
- Sky Tower, Auckland, 328 Meter
- Sendemast Titahi Bay, Porirua, 212 Meter
- Vero Centre, Auckland, 167 Meter

## Niederlande
- Gerbrandytoren, Lopik, 366,8 Meter (bis 1987: 382,5 Meter, 1987–2007: 375 Meter)
- Sendeturm Smilde, Smilde, 303 Meter

## Niger
- Fernsehsendemast Zinder, Zinder, 250 Meter

## Nigeria
- Sendemast Abeokuta, Abeokuta, 321,5 Meter
- PRTVC-Sendemast Rayfield, Rayfield, 304,8 Meter
- Sendemast New Netim, New Netim, 304,8 Meter
- AKBC-Sendemast Uyo, Uyo, 300,5 Meter
- Grosser Sendemast Ikorodu, Ikorodu, 300,2 Meter
- National Oil Headquarters, Lagos, 83 Meter
- Stock Exchange House, Lagos, 83 Meter

## Nordkorea
- Ryugyŏng Hot’el, Pjöngjang, 330 Meter
- Ryomyong Street Tower 1, Pjöngjang, 270 Meter
- Mirae Scientist Street Residential Tower, Pjöngjang, 210 Meter

## Norwegen
- Langwellensendemast, Ingøy, 362 Meter
- Høiåsmasten, Halden, 320 Meter
- Tryvannstårnet, Oslo, 118 Meter
- Radisson Blu Plaza Hotel, Oslo, 117 Meter

## Oman
- Große Sultan-Qabus-Moschee, Maskat, Minarett: 91,5 m

## Österreich
- Donauturm, Wien, 252 Meter
- DC Tower 1, Wien, 250 Meter
- Kamin des Kraftwerk Dürnrohr, Dürnrohr, 206,5 Meter

siehe auch Liste der höchsten Bauwerke in Österreich

## Pakistan
- The Centaurus, Islamabad, 200 Meter
- Port Fountain, Karatschi, 206 Meter
- Ocean Towers, Karatschi, 120 Meter

## Panama
- Trump Ocean Club International Hotel and Tower, Panama-Stadt, 284 Meter
- Torre Global Bank, Panama-Stadt, 176 Meter
- Mirage, Panama-Stadt, 171,9 Meter

## Peru
- Edificio Banco Continental, Lima, 132 Meter
- Hotel Westin Libertador (im Bau), Lima, 120 Meter
- Edificio Chocavento, Lima, 107 Meter

## Philippinen
- PBCOM Tower, Makati City, 259 Meter

## Polen
- Sendemast Pieczewo, Olsztyn, 360 Meter
- Sendemast Zygry, Zygry, 346 Meter
- Kulturpalast, Warschau, 230,68 Meter

## Portugal
- Antennenmast Rádio Renascença, Muge, Salvaterra de Magos, 248 Meter
- Kamin der Galp-Raffinerie, Sines, 234 Meter
- Kamin der thermo-electric central, Sines, (Galp Energia), 225 Meter

## Rumänien
- Kamin der Phoenix-Kupferhütte, Baia Mare, 351,5 Meter
- Kamin Kraftwerk Romag-Termo, Halanga, 300 Meter
- Sendemasten Bod, Bod, 250 Meter

## Russland
- Ostankino-Turm, Moskau, 540 Meter
- CHAYKA-Sendemast Tajmylyr (abgerissen), Tajmylyr, 462 Meter
- CHAYKA-Sendemast Dudinka, Dudinka, 462 Meter
- Lachta-Zentrum, St. Petersburg, 462 Meter

## Saudi-Arabien
- Abraj Al Bait Towers, Mekka, 601 Meter
- Sendemast Qurayyat 1, Qurayyat, 468 Meter
- Sendemast Qurayyat 2, Qurayyat, 458 Meter

## Schweden
- Storbergsmasten, Hudiksvall, 335 Meter
- Jupukkamasten, Pajala, 335 Meter
- Fårhultsmasten, Västervik, 335 Meter
- Gungvalamasten, Karlshamn, 335 Meter
- Turning Torso, Malmö, 180 Meter

## Schweiz
- Grande-Dixence-Staudamm, Hérémence, 285 Meter
- Fernsehturm St. Chrischona, St. Chrischona, 250 Meter
- Mauvoisin-Staumauer, Bagnes, 250 Meter
- Roche-Turm (Bau 2), Basel, 205 Meter, höchstes Hochhaus

siehe auch Liste der höchsten Bauwerke in der Schweiz

## Serbien
- Fernsehturm Avala, Belgrad, 205 Meter
- Ušće Towers, Belgrad, 130 Meter
- Genex-Turm, Belgrad, 115 Meter

## Singapur
- Tanjong Pagar Centre, 290 Meter
- UOB Plaza One, 280 Meter
- One Raffles Place, 278 Meter

siehe auch Liste der höchsten Gebäude in Singapur

## Slowakei
- Sendemast Dubník, Dubník, 318 Meter
- Sendeanlage Suchá Hora, Skalka, 312 Meter
- Fernsehturm Bratislava, Bratislava, 200 Meter

## Slowenien
- Schornstein von Trbovlje, Trbovlje, 360 Meter

## Spanien
- Torreta de Guardamar, Guardamar del Segura, 370 Meter
- Endesa Termic, A Coruña, 356 Meter
- Kraftwerk Teruel, Andorra (Teruel), 343 Meter
- Torre de Collserola, Barcelona, 288 Meter

## Sri Lanka
- Peliyagoda Tower (Lotus Tower), Peliyagoda, 350 Meter
- World Trade Center Colombo, Colombo, 152 Meter
- Hilton Tower Apartments, Colombo, 128,9 Meter

## Südafrika
- Telkom Joburg Tower, Johannesburg, 270 Meter
- Sentech Tower, Johannesburg, 234 Meter
- The Leonardo, Sandton, 228 Meter

## Sudan
- Friendship Palace of Sudan, Khartum
- Sudatel Tower, Khartum

## Südkorea
- Lotte World Tower, Seoul, 555 Meter
- Haeundae LCT The Sharp, Busan, 411,6 Meter
- Northeast Asia Trade Tower, Incheon, 305 Meter

## Syrien
- Sendemast Mount Qarrah Chouk, Tepke, 300,2 Meter
- Aleppo Thermal Power Station Unit, Aleppo, 125 Meter

## Taiwan
- Taipei 101, Taipeh, 509,2 Meter
- Tuntex Sky Tower, Kaohsiung, 378 Meter
- Shin Kong Life Tower, Taipeh, 244,15 Meter

## Thailand
- Baiyoke Tower 2, Bangkok, 328 Meter
- Maha Nakhon, Bangkok, 320 Meter
- Magnolias Waterfront Residences Tower 1, Bangkok, 315 Meter

## Tschechien
- Sendemasten Liblice, Liblice, 355 Meter
- Sendemasten Topolná, Topolná, 257 Meter
- Buková hora Fernsehturm, Buková hora, 223 Meter

## Tunesien
- Sendemast Zarzis, Zarzis, 320 Meter

## Türkei
- Längstwellensender Bafa, Bafa, 380 Meter
- Kraftwerk Orhaneli, Orhaneli, 275 Meter
- Sapphire of Istanbul, Istanbul, 261 Meter

## Ukraine
- Fernsehturm Kiew, Kiew, 385 Meter
- Sendemast Donezk, Donezk, 360 Meter
- Fernsehturm Winnyzja, Winnyzja, 354 Meter

## Ungarn
- Mittelwellensendemast Lakihegy, Lakihegy, 314 Meter
- Mittelwellensendemast Solt, Solt, 298 Meter
- Gaskraftwerk Tisza II, Tiszaújváros, 250 Meter
- Fernsehturm Kékestető, 180 Meter, höchster Hybridturm Ungarns

## Uruguay
- ANTEL Telecommunications Tower, Montevideo, 157,6 Meter

## Usbekistan
- Fernsehturm Taschkent, Taschkent, 374,9 Meter
- Kamin des Kraftwerk Syrdarja, Syradarja, 350 Meter
- Sendemast Uchkizil, Termez, 350 Meter

## Vatikan
- Petersdom, 132,5 Meter

## Venezuela
- Orinoco-Freileitungskreuzung, Caroní, 240 Meter
- Parque Central Complex, Caracas, 221 Meter
- Centro Financiero Confinanzas, Caracas, 190 Meter

## Vereinigte Arabische Emirate
- Burj Khalifa, Dubai, 828 Meter
- Dream Dubai Marina, Dubai, 427 Meter
- Princess Tower, Dubai, 414 Meter

## Vereinigte Staaten
- KVLY-Mast, Blanchard (North Dakota), 628,8 Meter (2063 Fuß)
- KXJB-TV-Mast, Galesburg (North Dakota), 627,89 Meter (2060 Fuß)
- KXTV/KVOR-Sendemast, Walnut Grove (Kalifornien), 624,5 Meter
- One World Trade Center, New York, 541 Meter

## Vereinigtes Königreich
- Längstwellensendemast Skelton, Skelton, 365 Meter
- Belmont-Sendemast, Donington on Bain, 352 Meter
- Fernsehturm Emley Moor, 330 Meter
- The Shard, London, 310 Meter

## Vietnam
- Landmark 81, Ho Chi Minh Stadt, 461 Meter
- Keangnam Hanoi Landmark Tower, Hanoi, 336 Meter
- Lotte Center Hanoi, Hanoi, 272 Meter

## Zaire
- Turm von Limete, Kinshasa, 210 m

## Zypern
- Sendemast Psimolofou, Psimolofou, 193 m
- Kamin des Kraftwerk Vasiliko, Mari, 138 m
- Cyprus Trade Bank, Nikosia